# Buk (Olomouc)
Buk (in tedesco Buchen) è un comune della Repubblica Ceca facente parte del distretto di Přerov, nella regione di Olomouc.